# Ceratogymna
Ceratogymna é um gênero de aves da família Bucerotidae.
As seguintes espécies são reconhecidas: 
- Calau-de-casquete-preto, Ceratogymna atrata (Temminck, 1835)
- Calau-de-casquete-amarelo, Ceratogymna elata (Temminck, 1831)